# Pseudis
Genre
Synonymes
- Podonectes Steindachner, 1864
- Batrachychthys Pizarro, 1876

Pseudis est un genre d'amphibiens de la famille des Hylidae.

## Répartition
Les sept espèces de ce genre se rencontrent en Amérique du Sud.

## Liste des espèces
Selon Amphibian Species of the World (9 juin 2017) :
- Pseudis bolbodactyla Lutz, 1925
- Pseudis cardosoi Kwet, 2000
- Pseudis fusca Garman, 1883
- Pseudis minuta Günther, 1858
- Pseudis paradoxa (Linnaeus, 1758)
- Pseudis platensis Gallardo, 1961
- Pseudis tocantins Caramaschi & Cruz, 1998

## Anatomie
Les espèces de ce genre ont :
- une langue entière[3] ;
- deux groupes de dents entre les orifices internes des narines[3] ;
- un tympan visible[3] ;
- une vessie vocale sous la gorge du mâle[3] ;
- quatre doigts complètement libres aux membres antérieurs, le premier étant opposé aux deux suivants, formant une sorte de main[3] ;
- des orteils palmés[3].

## Publication originale
- Wagler, 1830 : Natürliches System der Amphibien : mit vorangehender Classification der Säugethiere und Vögel : ein Beitrag zur vergleichenden Zoologie. München p. 1-354 (texte intégral).